# Corus cylindricus
Corus cylindricus là một loài bọ cánh cứng trong họ Cerambycidae.